# Shmuel Rosenthal
Shmuel Rosenthal (hébreu : שמואל רוזנטל, ou Sam Rosenthal), né le 22 avril 1947, est un footballeur israélien. C'est le premier israélien à avoir signé pour un club européen lorsqu'il rejoint le Borussia Mönchengladbach en 1972. Il jouait au poste de milieu de terrain.

## Carrière en club
- 1965-1972 : Hapoël Petah-Tikvah ( Israël)
- 1972-1973 : Borussia Mönchengladbach ( Allemagne)
- Betar Tel-Aviv ( Israël)
- Oakland Stompers ( États-Unis)
- Hapoël Lod ( Israël)

## Carrière internationale
- 30 sélections, 1 but pour l'équipe d'Israël entre 1965 et 1973[1].
- Participation à la Coupe du monde 1970.
- Quart-de-finaliste du tournoi olympique de football de 1968.